# توم برينان (لاعب هوكي الجليد)
توم برينان (بالإنجليزية: Tom Brennan)‏ هو لاعب هوكي الجليد أمريكي، ولد في 22 يناير 1922 في فيلادلفيا في الولايات المتحدة، وتوفي في 27 سبتمبر 2003.

## وصلات خارجية
- توم برينان على موقع دوري الهوكي الوطني (الإنجليزية)
- توم برينان على موقع قاعة مشاهير الهوكي (لاعب أن.إتش.أل) (الإنجليزية)
- توم برينان على موقع EliteProspects.com (الإنجليزية)
- توم برينان على موقع HockeyDB.com (الإنجليزية)
- توم برينان على موقع Hockey-Reference.com (الإنجليزية)